# 伊勢崎市立境南中学校
伊勢崎市立境南中学校 (いせさきしりつさかいみなみちゅうがっこう)は、群馬県伊勢崎市にある公立中学校である。

## 概要
「高い知性　豊かな情操　たくましい身体」を学校教育目標としている。また、目指す生徒像は、「自立」、「感性」、「活力」をキーワードとし、「自らの目標に向け、互いに協力し、たくましく取り組む心豊かな生徒」としている。

### YouTubeチャンネル
2020年より、YouTubeチャンネル「境南中学校Web」を開設し、主に合唱曲の動画を上げている。

## 沿革
1964年4月に境町立境中学校と境町立島中学校が統合し、開校した。

## 学区
伊勢崎市立境小学校（境東、境、境萩原、境百々東、境美原、境百々、境中島、境西今井、境
上矢島、境木島の一部、境下武士の一部、境島村、境栄の一部）、伊勢崎市立境東小学校（境平塚、境新栄、境米岡、境栄の一部、境女塚、境三ツ木）の通学区域を学区としている。